# 计算机世界
《計算機世界》是中華人民共和國信息產業部電子科技情報所與美國國際數據集團合作出版的一份面向个人計算機及資訊科技領域的行業報刊，創刊於1980年。該報也是中國大陸第一份面向計算機及資訊領域的行業報刊。郵發代號為1-28，逢週一出版。
2021年6月初宣佈停止纸质版的出版与发行，維持網站、智能手机软件與各平台的微信公众号的經營，最後一期纸质版為第1844期。翌年4月27日宣佈年初起因現金流斷裂，無力支付員工薪金與營運費用等，已無力維持經營而停止運作。

## 概況
該報讀者面向行業信息化主管、中小企業/個人用戶等高素質人群。2005年，《計算機世界》是中國大陸發行量最大的IT專業媒體，至2004年7月，平均發行量達208,738份（經Business of Performing Audit認證）， 信息產品廣告的市場佔有率達50%。

## 重大事件

### 粗暴報導
2010年7月26日，《計算機世界》刊登了一篇“‘狗日’的騰訊”為封面標題的文章，引起強烈反響。多數網友持支持觀點，據《星島日報》的調查，認為騰訊涉嫌壟斷的網友超過60%，但也有網友表示《計算機世界》此舉純屬炒作；騰訊方面則連同旗下的博客表示強烈譴責，并準備向曾經受理陳壽福一案的深圳南山區法院上訴，然而騰訊得到的同情分並不多；與此同時，《計算機世界》的官網也遭到不明來源的攻擊，有網友指是騰訊“隻手遮天”的行徑和表現。 不久，《計算機世界》表示自己的粗暴報導有失公允，發表了道歉聲明，平息了此事件。

## 外部連結
- 計世網
- 计算机世界的新浪微博
- 計算機世界電子版（页面存档备份，存于）
- 對粗暴報導的道歉聲明原文